# Bob Gramsma
Bob Gramsma (* 17. Februar 1963 in Uster) ist ein niederländisch-schweizerischer Künstler. Von 1993 bis 2002 lebte er in Arnhem NL und 2002 bis 2003 in New York, inzwischen lebt und arbeitet er in Zürich. Neben Installationen und Kunst im öffentlichen Raum gehören Environments, Objekte, Skulptur, Video, Fotografie, Konzept und Partizipative Kunst zu seinem Werk.

## Studium
Gramsma bildete sich in der Schweiz und in den Niederlanden aus. Er studierte Bildende Kunst an der ArtsEZ University of the arts in Arnhem und absolvierte den Master of Arts in Fine Art an den Ateliers Arnhem.

## Werk
Im Laufe seiner künstlerischen Karriere erhielt Gramsma eine Vielzahl von Preisen und Förderungen. Er wurde dreimal mit dem Swiss Art Award ausgezeichnet. 2001 bekam er einen Atelieraufenthalt in Los Angeles, 2002 das Künstleratelier im MoMa PS1 Studio Program in New York und 2009 den „Prix Meuly“ des Schweizer Alpen Clubs. Er wurde wiederholt von Stadt und Kanton Zürich sowie vom Dutch Mondriaan Fund in NL ausgezeichnet und gefördert.
Er realisierte international Werke für den öffentlichen Raum sowie Kunst am Bau. 2019 realisierte er das Monument Riff, PD#18245 zur Feier von „100 Jahr Zuiderzee Gesetz“ für die Collection Land Art Flevoland.
2017 präsentierte er das permanente Werk facts on the ground, PD#17241 im Garten vom Palestinian Museum in Birzeit für die Ausstellung „Jerusalem Lives“. 2016 vertrat er die Schweiz an der Kochi-Muziris Biennale in Indien. Im Jahre 2000 war er beteiligt an der Ausstellung Sneak Preview im Schweizer Pavillon der Architektur Biennale Venedig. Im Jahr 2019 präsentierte er die schwimmende Insel egschi shell, PD#18244 für die Art Safiental und realisierte Werke für den „Waldparcours“ in Zug, für die Art Public Chur und der FIBL ARTS Collection.
Gramsmas Werke sind in nationalen und internationalen Ausstellungen zu sehen, so etwa im Kunstmuseum St. Gallen, Kunsthaus Zürich, Kunstmuseum Bern, Helmhaus Zurich, Kunsthaus PasquArt, FRAC Bourgogne, FRAC Alsace, CAC Vilnius, Kunstverein Ulm, Kunstverein Ruhr, MAC Lyon, Swiss Institute Contemporary NY und MoMa PS1 NY.
Gramsma beschäftigt sich in verschiedenen Medien mit der Erforschung von skulpturalen Raumgefügen, Individualität und Öffentlichkeiten. Dabei werden oft immersive Installationen geschaffen, die Skulptur und Begegnungsraum zugleich sind. Ein charakteristisches Merkmal ist die Verknüpfung von Aussen- und Innenraum, von Licht, Projektion und Reflexion, die eine Dynamik zwischen Realität und Fiktion erzeugt.
Ein umfassender Werkkörper dokumentiert gegrabene Räume und Hohlräume, wodurch Leere erfahrbar und Verborgenes sichtbar gemacht wird. Gramsmas Werke erschaffen Räume, die durch partizipative Prozesse, Handlungen und Kommunikation entstehen und als Plattformen für soziale Interaktion und kooperative Prozesse dienen. In seinen Werken zeigt sich eine Sensibilität für die untrennbaren Beziehung von Körper und Raum, Mensch und Umgebung, Geschichte und Geologie. Die Werke von Gramsma aktivieren Raum, Raum der sich bewegt zwischen Funktion und Imagination, Erinnerung und Projektion.

## Auszeichnungen
(Quelle:)
- 2022: Covid-Arbeitsstipendium, Stadt Zürich
- 2021: LANDIS & GYR Stiftung, Stipendium für Bildende Kunst
- 2012: Stipendium für Bildende Kunst, Kanton Zürich
- 2012: UBS-Kulturstiftung, Stipendium für Bildende Kunst
- 2009: Prix Meuly, SAC
- 2008: Basisbeurs, Stipendium für Bildende Kunst, Dutch Mondriaan Fund
- 2007: Werkbeitrag des Kanton Zürich
- 2003: MoMa PS1 Studio Program Swiss Federal Office of Culture, BAK
- 2002: Werkbeitrag des Kanton Zürich
- 2002: Basisbeurs, Stipendium für Bildende Kunst, Dutch Mondriaan Fund
- 2002: Werkstipendium der Stadt Zürich
- 2002: Werkbeurs, Stipendium für Bildende Kunst, Dutch Mondriaan Fund
- 2001: Swiss Art Award, Swiss Federal Office of Culture
- 2000: Werkstipendium der Stadt Zürich
- 1999: Werkbeurs, Stipendium für Bildende Kunst, Dutch Mondriaan Fund
- 1998: Werkstipendium der Stadt Zürich
- 1997: Basisbeurs, Stipendium für Bildende Kunst, Dutch Mondriaan Fund
- 1997: Werkbeurs, Stipendium für Bildende Kunst, Dutch Mondriaan Fund
- 1996: Swiss Art Award, Swiss Federal Office of Culture
- 1995: Swiss Art Award, Swiss Federal Office of Culture

## Mandate
- 2013 bis 2021: gewähltes Mitglied der Kulturförderungskommission Bildende Kunst des Kantons Zürich[19]
- 2012 bis 2021: Gewähltes Mitglied der Kommission Kunst im öffentlichen Raum Aarau.
- 2019: Jury-Mitglied, Manor Kunstpreis
- 2010 bis 2011: Mentor und Diplom Juror, MA Fine Arts der ZHdK in Zürich
- Seit 2008: Gastlesungen und Gastkritiken, HSLU Luzern, HKB Bern und der ETH Zürich

## Öffentliche Sammlungen
- Collection Land Art Flevoland, NL[20]
- The Palestinian Museum, Birzeit, PSE[21]
- Musée d'Art contemporain de Lyon, MAC, Lyon, F
- FRAC Alsace, Sélestat, F
- Imago Mundi Collection, Treviso, I
- Kunstmuseum St. Gallen, CH
- Kunstmuseum Olten, CH
- Sammlung Bundesamt für Kultur, CH
- FIBL Art Collection, CH
- Julius Bär Art Collection, Zürich, CH
- Credit Suisse Art Collection, Zürich, CH
- Kunstsammlung der Stadt Zürich, CH
- Kunstsammlung des Kanton Zürich, CH
- Die Mobiliar, Zug, CH
- HP. und E. Bosshard Stiftung, Jona, CH
- Verein Kloster Schöntal, CH
- Kunstsammlung Uster, CH

## Kunst im öffentlichen Raum sowie Kunst am Bau (Auswahl)
- 2025: Maga Linta, PD#23310, Schutzpatronin Limmattal; Denkmal Limmattal, ArtFlow, Regionale 2025, CH
- 2024: Round Table, PD#24324, Regierungsgebäude Frauenfeld, Auftraggeber Staat Thurgauvertreten durch Kantonales Hochbauamt Thurgau, CH
- 2024: Bank, PD#23312, Landesamt für Umwelt Baden-Württemberg, Auftraggeber Vermögen und Bau Baden-Württemberg, D
- 2022: Anrichte, PD#21298, Forschungsinstitut für biologischen Landbau, FIBL Arts, CH
- 2022: The Great Rugguusseli, PD22305, 1. Platz, Bahnhofkreisel Herisau, Auftraggeber Gemeinde Herisau, CH
- 2021: Chalise, PD#21261, 2. Platz, Gedenkort für Verstorbene der Schweizer Armee, Ausbildungszentrum Luzern, Auftraggeber Armasuisse, CH
- 2020: One Step Beyond, PD#20250, Waldparcours, Zug-Oberwil, Auftraggeber ZugSPORTS und Die Mobiliar, CH
- 2019: Riff, PD#18245, Monument zu 100 Jahr Zuiderzee Gesetz, Collection Land Art Flevoland, Auftraggeber Provinz Flevoland, NL
- 2018: Steps Beyond, PD#18242, Schulhaus Halden, Opfikon, Auftraggeber Stadt Opfikon, CH
- 2018: Strahler, PD#18236, ABZ-Siedlung Toblerstrasse, Auftraggeber Allg. Baugenossenschaft Zürich, CH
- 2017: Facts on the Ground, OI#17241, Jerusalem Lives, The Palestinian Museum, Birzeit, PSE
- 2016: Rise of a Found Fount, PD#16227, Markus Roth-Platz, Lenzburg, Auftraggeber Stadt Lenzburg, CH
- 2016: Drifted Pit, OI#1623, AM ORT – Art-Public Chur, CH
- 2007: Atem, PD#07114, 1. Preis, res publica – Kunst am Bau für das Stadthaus Zürich, Auftraggeber Amt für Hochbauten der Stadt Zürich, CH
- 2005: Singular Level, PD#0490, ZHAW, Zürcher Hochschule für Angewandte Wissenschaften, Auftraggeber Hochbauamt des Kantons Zürich / Kulturstiftung Winterthur, CH
- 2004: Current Thought, PD#0488, Stadtspital Waid, Auftraggeber Amt für Hochbauten der Stadt Zürich, CH
- 2003: –, PD#0382, Bundesamt für Sport BASPO, Bundesamt für Sport BASPO, Magglingen, Auftraggeber BAK, Bundesamt für Kultur, CH

## Ausstellungen

### Solo-Ausstellungen (Auswahl)
- 2024: blank bodies, Galerie LULLIN+FERRARI
- 2019: Monument zu 100 Jahr Zuiderzee Gesetz, Collection Land Art Flevoland, Auftraggeber Provinz Flevoland, NL
- 2017: Sugarshow, Kunsthalle Arbon,
- 2016: Gasträume, Lokaltermin Schwamendingen, AG KiöR
- 2015: Hard and Fast, Kunst(Zeug)Haus, Rapperswil
- 2004: NB, New York-Berlin, Centre PasquArt, Biel/Bienne
- 2003: Density change, Kunstverein Ulm
- 2002: Density change, Stadtgalerie Bern
- 2000: Echanges with Chistoph Büchel, Musée jurassien des arts, Moutier
- 2000: Spanner, Kunsthof, Zürich
- 1995: Bob Gramsma/Dirk Hupe, Kunstverein Ruhr, Forum bildender Künstler, Essen

### Gruppenausstellungen (Auswahl)
- 2025: Passagen, Gemmipass, SAC, Schweizer Alpen-Clup, CH
- 2023: The last artwork, Kunsthalle 8000
- 2023: Franz Hohler – Hallo. Guten Tag. Oder. Gute Nacht, Kunstmuseum Olten
- 2021: CITTÀ IRREALE, Lokremise, Kunstmuseum St. Gallen
- 2020: StudioK3's, curated Art Cabinet, Kunstmuseum Olten, Olten
- 2020: Waldparcours, Schweizerische Mobiliar, Zug bei Oberwil
- 2020: First Choise, Kunsthalle 8000, Telos Stiftung, Wädenswil
- 2020: Exhibition One, Artists in Isolation, online show @StudioK3, Zürich
- 2018: Art Safiental 2018, Graubünden
- 2017: Jerusalem Lives, The Palestinian Museum, Birzeit, Palestine
- 2017: Arte Albigna 2017, Bregaglia
- 2017: Skulpturen-Biennale Weiertal
- 2016: Kochi-Muziris, Biennale, Kochi, India
- 2016: AM ORT – Art-Public Chur, Chur
- 2016: 45 Jahre Sammelleidenschaft, Kunstzeughaus, Sammlung Schweizer Gegenwartskunst Peter und Elisabeth Bosshard, Rapperswil
- 2015: Môtiers 2015 – Art en plein air, Môtiers
- 2015: Art-Athina 2015, Int. Art Fair of Athens / Platforms Project, Athens
- 2015: Crash on you, 100plus, Zürich
- 2014: In einer anderen Welt, Triennale Wallis, Turtmann
- 2014: Flawless to Pique III, Hauser Gallery, Zürich
- 2013: SEDUCTION – ALL You Never WANTED, -ion+, Zürich
- 2013: I shine you shine, Die Werbefläche, Zürich
- 2013: De leau dans l’art, Espace des Sources, Soultzmatt, Frac Alsace
- 2013: Skulpturen-Biennale, Weiertal
- 2013: Reality Is Not a Commonplace, Julius Bär Art Collection, Museo Cantonale d’Arte, Lugano
- 2013: Poursuite photographique, Frac Alsace, Sélestat
- 2013: Behaglich ist anderswo, Kunst(Zeug)Haus, Rapperswil
- 2012: Raum und Leere – Schaum und Schwere, artespace Lessing1, Zürich
- 2011: Kunstszene 11, Zollfreilager, Zürich
- 2011: Garderobe 1, Binz39, Zürich
- 2011: Brachland 1, Kunstraum Walcheturm, Zürich
- 2011: Zwischenlager – Ankäufe der Stadt Zürich 06–10, Helmhaus, Zürich
- 2011: Territories, 11e triennale, Bex & Art, Bex
- 2010: Next Generation, Kunstmuseum St. Gallen
- 2010: Eine Handvoll Kunst, Thun
- 2010: AZB for ever, Helmhaus, Zürich
- 2009: Wanderziel Kunst: Ein- und Aussichten, SAC, Capanna Basodino, Robiei
- 2009: Ad Libitum, FABRIKculture, Hégenheim
- 2009: Three leap seconds later, Kunsthaus Grenchen
- 2009: Shifting Identities, (Swiss) Art Now, CAC, Vilnius
- 2008: Brandstiftung, K3 Project Space, Zürich
- 2008: Shifting Identities, (Swiss) Art Now, Kunsthaus Zürich
- 2008: Lasciami, 10e triennale, Bex & Art, Bex
- 2008: Les petits édifices, Le Quai, École supérieure d’art, Mulhouse
- 2008: Trans K3 Express, K3 Project, Kunsthof, Zürich
- 2008: Project(OR) Art Fair – platform for contemporary art spaces, MAMA, Rotterdam
- 2007: Mutamenti, Pro Helvetia, Castello di Montebello, Bellinzona
- 2007: res publica – Kunst am Bau für das Stadthaus, Amt für Hochbauten, Zürich
- 2007: Mixed Pickles 3, K3 Project Space, Zürich
- 2007: Kunstszene Zürich, Toni Areal
- 2007: Môtiers 2007 – Art en plein air, Môtiers
- 2007: Une question de génération, Musée d’art contemporain, MAC, Lyon
- 2006: Collection, bienvenue à bord, FRAC, Alsace
- 2006: Was macht die Kunst, Ankäufe der Stadt Zürich 2001–2006, Helmhaus, Zürich
- 2006: Kunst und Bau. Heute und morgen, Architekturforum, Zürich
- 2006: Supernova, Expérience Pommery #3, Domaine Pommery, Reims
- 2005: A.B.Normal, Nyehaus Gallery, Foundation 2021, New York
- 2005: OK/OKAY, Swiss Institute, New York
- 2004: Andere Plaatsen, Watertoren, Vlissingen
- 2004: Swiss Art Videolobby, Contemporary Art Center of Vilnius, Lithuania
- 2004: Situations construites, 10 ans d’attitudes, Espace d’arts contemporains, Genf
- 2004: Seegang, Horgen
- 2003: 10e biennale de l'image en mouvement, Centre pour l’image contemporaine, Genf
- 2003: overdrive, Städtische Galerie Sindelfingen / Städtische Galerie, Tuttlingen
- 2003: Updating Landscape, Centro d’Arte Contemporanea Ticino CACT, Bellinzona
- 2003: Liquid Sky, FRAC Bourgogne, Dijon
- 2003: Breaking Away, P.S.1/MoMA, Institute for Contemporary Art, New York
- 2002: Kopfreisen – Jules Verne, Adolf Wölfli, Seedamm Kulturzentrum, Pfäffikon
- 2001: Swiss Art Awards, Swiss Federal Office of Culture, Bern
- 2001: 00.07, Kunstraum Walcheturm, Zürich
- 2001: Escape, Tirana Biennale 1, Tirana
- 2000: Sneak preview, Swiss Pavilion, Architekturbiennale Venedig
- 2000: Etat des lieux # 2 – Powersources, Fri-Art, Centre d’art contemporain, Fribourg
- 1999: Haus für konstruktive und konkrete Kunst, Zürich
- 1999: Come in and find out, vol. 2, Podewil, Berlin
- 1999: Mayday, Centre d’art Neuchâtel CAN, Neuchâtel
- 1999: From B to A and back, Arti et Amicitiae, Amsterdam
- 1998: Freie Sicht aufs Mittelmeer, Kunsthaus, Zürich
- 1998: Freie Sicht aufs Mittelmeer, Schirn Kunsthalle, Frankfurt am Main
- 1997: Voor mijn moeder, Leiden Cultuurstad '97, Stelling Projecten, Leiden
- 1996: Swiss Art Awards, BAK, Centre d,art contemporain, Genève
- 1996: A night at the show, Fields, Zürich
- 1996: Camp, Galerie Stelling, Art Amsterdam
- 1995: Swiss Art Awards, Swiss Federal Office of Culture, Kunsthaus Glarus
- 1995: First choice, Stichting W139, Amsterdam
- 1994: De complexe eenvoud, Kunstakademie Düsseldorf
- 1994: Touche Prijs, Arti et Amicitiae, Amsterdam
- 1993: Corps et Ame, Vent du Nord, Institut Néerlandais, Paris
- 1993: Sculptuurproject Sonsbeek 93, HKA Academy of Arts, Arnhem